# Popovka
Popovka (rusky Поповка) je řeka v Magadanské oblasti a v Jakutské republice v Rusku. Je dlouhá 356 km. Povodí řeky je 8350 km².

## Průběh toku
Pramení ve východních výběžcích Polárního hřbetu a teče na sever v široké dolině. Ústí zleva do Kolymy.

## Vodní režim
Zdrojem vody jsou sněhové a dešťové srážky.